# Bruno Baptista
Bruno Baptista (ur. 24 marca 1997) – brazylijski kierowca wyścigowy.

## Kariera

### Formuła 4
Baptista rozpoczął karierę w jednomiejscowych samochodach wyścigowych w 2014 roku od startów w Południowoamerykańskiej Formule 4. W ciągu 17 wyścigów, w których wystartował, piętnastokrotnie stawał na podium, w tym czterokrotnie na jego najwyższym stopniu. Uzbierane 352 punkty pozwoliły mu zdobyć tytuł mistrza serii.

## Statystyki
| Sezon | Seria                           | Zespół                 | Wyścigi | Zwycięstwa | PP | NO | Podium | Punkty | Pozycja |
| ----- | ------------------------------- | ---------------------- | ------- | ---------- | -- | -- | ------ | ------ | ------- |
| 2014  | Południowoamerykańska Formuła 4 | Pr1me Sport Energy Gel | 17      | 4          | 1  | 4  | 15     | 352    | 1       |